# Arne Rolighed
Arne Rolighed (ur. 2 czerwca 1947 w m. Flade na wyspie Mors) – duński menedżer i polityk, w latach 2000–2001 minister zdrowia.

## Życiorys
W 1980 ukończył studia na Uniwersytecie w Aarhus. Pracował m.in. w resorcie finansów. W 1985 został kierownikiem do spraw planowania w szpitalu w okręgu Århus Amt, w latach 1989–2000 pełnił funkcję dyrektora szpitala okręgowego. W 2000 został dyrektorem zarządzającym w duńskim towarzystwie onkologicznym (Kræftens Bekæmpelse).
Od grudnia 2000 do listopada 2001 z ramienia Socialdemokraterne sprawował urząd ministra zdrowia w czwartym rządzie Poula Nyrupa Rasmussena. W 2002 powrócił na funkcję dyrektora zarządzającego Kræftens Bekæmpelse, którą pełnił do 2010. Później obejmował stanowiska prezesa i wiceprezesa organizacji zrzeszającej duńskich seniorów.